# Elecciones municipales de 1995 en Valencia
Las elecciones municipales de 1995 se celebraron en Valencia el domingo 28 de mayo, de acuerdo con el Real Decreto de convocatoria de elecciones locales en España dispuesto el 3 de abril de 1995 y publicado en el Boletín Oficial del Estado el día 4 de abril. Se eligieron los 33 concejales del pleno del Ayuntamiento de Valencia mediante un sistema proporcional (método d'Hondt) con listas cerradas y un umbral electoral del 5 %.

## Resultados
La candidatura del Partido Popular (PP) encabezada por Rita Barberá consiguió una mayoría absoluta de concejales (17 escaños), cuasiduplicando el número de concejales con respecto a las anteriores elecciones. La candidatura del Partido Socialista Obrero Español (PSOE) experimentó una caída de votos considerable, perdiendo 5 concejales. Esquerra Unida - Els Verds aumentó su representación respecto a los anteriores comicios, pasando de 3 a 5 escaños, mientras que Unión Valenciana sufrió un correctivo electoral pasando de 8 a 3 concejales.
Los resultados completos se detallan a continuación:
| Candidatura                                            | Candidatura                                            | Votos   | %                               | Concejales                      |
| ------------------------------------------------------ | ------------------------------------------------------ | ------- | ------------------------------- | ------------------------------- |
|                                                        | Partido Popular (PP)                                   | 223 963 | 49,00                           | 17                              |
|                                                        | Partido Socialista Obrero Español (PSOE)               | 110 071 | 24,08                           | 8                               |
|                                                        | Esquerra Unida - Els Verds (EU-EV)                     | 67 532  | 14,78                           | 5                               |
|                                                        | Unió Valenciana - Independents Centristes (UV-CCV)     | 41 019  | 8,97                            | 3                               |
| Unitat del Poble Valencià - Bloc Nacionalista (UPV-BN) | Unitat del Poble Valencià - Bloc Nacionalista (UPV-BN) | 4280    | 0,94                            | 0                               |
| Centro Democrático y Social (CDS)                      | Centro Democrático y Social (CDS)                      | 1645    | 0,36                            | 0                               |
| Renovación Valencianista (RV)                          | Renovación Valencianista (RV)                          | 1117    | 0,24                            | 0                               |
| Partido Republicano Autonomista (PRA)                  | Partido Republicano Autonomista (PRA)                  | 618     | 0,14                            | 0                               |
| Esquerra Nacionalista Valenciana (ENV)                 | Esquerra Nacionalista Valenciana (ENV)                 | 481     | 0,11                            | 0                               |
| Federación Plataforma Independientes de España (PIE)   | Federación Plataforma Independientes de España (PIE)   | 391     | 0,09                            | 0                               |
| Plataforma Humanista (PH)                              | Plataforma Humanista (PH)                              | 346     | 0,08                            | 0                               |
| Liga Autónoma Española (LAE)                           | Liga Autónoma Española (LAE)                           | 221     | 0,05                            | 0                               |
| Votos en blanco                                        | Votos en blanco                                        | 5371    | 1,18                            | n/a                             |
| Votos válidos                                          | Votos válidos                                          | 457 065 | 100,00                          | 33                              |
| Votos nulos                                            | Votos nulos                                            | 1584    | Participación: \| \| 73,06 % \| | Participación: \| \| 73,06 % \| |
| Votantes                                               | Votantes                                               | 458 649 | Participación: \| \| 73,06 % \| | Participación: \| \| 73,06 % \| |
| Electores                                              | Electores                                              | 627 784 | Participación: \| \| 73,06 % \| | Participación: \| \| 73,06 % \| |
|                                                        | 73,06 %                                                |         |                                 |                                 |

## Concejales electos
Relación de concejales electos:
| N.º | Nombre                                      | Lista | Lista  |
| --- | ------------------------------------------- | ----- | ------ |
| 1   | Rita Barberá Nolla                          |       | PP     |
| 2   | Manuel Tarancón Fandos                      |       | PP     |
| 3   | Aurelio Martínez Estévez                    |       | PSOE   |
| 4   | José Rafael García-Fuster y González Alegre |       | PP     |
| 5   | Manuel Moret Gómez                          |       | EU-EV  |
| 6   | Francisco Enrique Camps Ortiz               |       | PP     |
| 7   | Vicent Soler i Marco                        |       | PSOE   |
| 8   | Silvestre Senent Ferrer                     |       | PP     |
| 9   | Juan Vicente Jurado Soriano                 |       | UV-CCV |
| 10  | Juan Gabriel Cotino Ferrer                  |       | PP     |
| 11  | Miguel Mazón Hernández María                |       | PSOE   |
| 12  | María Dolores Chelós Llorens                |       | EU-EV  |
| 13  | José Luis Juan Sanz                         |       | PP     |
| 14  | Fernando Coquillat Durán                    |       | PP     |
| 15  | Cristina Mayo Santamaría                    |       | PSOE   |
| 16  | Marta Torrado de Castro                     |       | PP     |
| 17  | Cándido Sánchez Aurell                      |       | EU-EV  |
| 18  | Miguel Domínguez Pérez                      |       | PP     |
| 19  | Miguel Albuixech Grau                       |       | PSOE   |
| 20  | Társilo Piles Guaita                        |       | UV-CCV |
| 21  | Alfonso Grau Alonso                         |       | PP     |
| 22  | Vicente Igual Alandete                      |       | PP     |
| 23  | Nuria Espí de Navas                         |       | PSOE   |
| 24  | Vicente José Aleixandre Roig                |       | PP     |
| 25  | Feliciano Albaladejo Olmos                  |       | EU-EV  |
| 26  | Vicente Martínez Marco                      |       | PP     |
| 27  | José Sellés Vidal                           |       | PSOE   |
| 28  | Jorge Bellver Casaña                        |       | PP     |
| 29  | María José Alcón Miquel                     |       | PP     |
| 30  | Ana Noguera Montagut                        |       | PSOE   |
| 31  | Irene Beneyto Jiménez Laiglesia             |       | UV-CCV |
| 32  | Francisco Díez Carrión                      |       | EU-EV  |
| 33  | Enrique Pérez Boada                         |       | PP     |